# Mobolaji Akiode
Mobolaji Akiode (née le 12 mai 1982) est une joueuse nigériane de basket-ball,  d'origine américaine.

## Carrière
Née dans le New Jersey, sa famille déménage dans le pays natal, le Nigeria, peu après. Akiode retourne aux États-unis quand elle a huit ans. Elle est victime d'intimidation en raison de sa taille, mais elle effectue un excellent parcours scolaire et sportif et elle conduit la  Columbia High School au championnat fédéral 1998. Akiode gagne une bourse pour jouer au basket-ball universitaire à l'Université Fordham. À Fordham, Akiode est la huitième personne à enregistrer 1 000 points et 500 rebonds dans sa carrière. Elle a également obtenu un essai en WNBA avec les Shock de Détroit après sa carrière universitaire.
Elle est membre de l'équipe du Nigeria de basket-ball féminin aux Jeux olympiques d'été de 2004 et aux Jeux du Commonwealth de 2006. Elle est diplômée de l'université avec un diplôme en comptabilité. Après ses études, elle décroche un emploi à ESPN. Elle quitte le Nigeria en 2010 pour démarrer un camp de basket-ball. En 2014, elle est nommée l'une des 25 ESPNW Impact.

## Palmarès
- Médaille d'or au championnat d'Afrique 2005